# 图像扭转

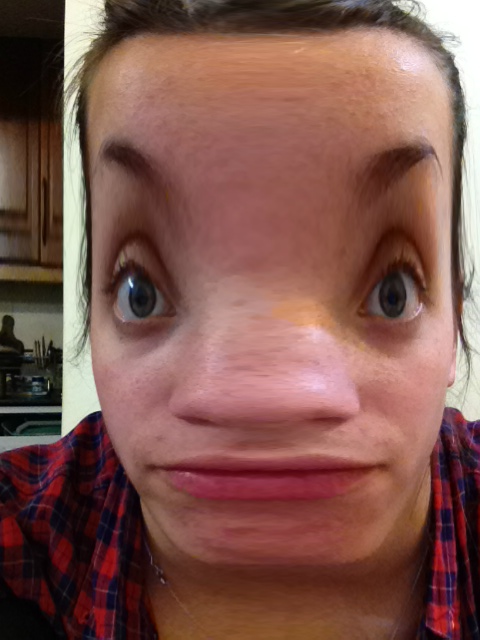
图像扭转例子

图像扭转（英語：Image warping）是一种的过程，在任何图像中所描绘的任何形状都产生显着失真。扭曲可用于校正图像失真，同时以及用于某种创意目的（例如，变形）。同样的技术也适用于视频。

## 概述
虽然图像有不同的方式转化，纯粹的图像扭曲意味着点对点的映射，而不改变其颜色。这可以基于数学上的任何函数从（后者部分地）一个平面到另一个平面。如果函数是单射，那么原文件可以进行重建，而如果函数是双向单射的，图像则可逆变换。
下面是几种变化的方式，但不表示按照这几种方法进行划分列别。
- 图像可以通过模拟光学畸变（页面存档备份，存于）进行扭曲转换。
- 图像可以被视为是被投影到一个弯曲的或镜面反射的表面上。（通常在光线追踪（页面存档备份，存于）图像中可以看到）
- 图像可以被划分成多边形和每个多边形扭曲。
- 图像可以被影像变形。

在图像扭曲过程中，至少我们可以选择以上两种方式去实现图像的改变。
- （向前映射）一个从源到图像的直接映射应用
- （反向映射）对于一个给定从源到图像的映射，图像中可以发现源

要评估在连续调图像中究竟发生了什么样的扭曲，可以使用光流评估（页面存档备份，存于）技术。

## 新闻
2007，疑似恋童癖者用“漩涡”效应来隐藏他在强奸和性虐待儿童的过程中拍摄的照片中他的脸的图像，这些儿童的年龄大约的从六到十几岁不等。”。”国际刑警组织通过反漩涡效应改变图像，最终将凶手定位在一个泰国男人身上。